# Zar Amir Ebrahimi

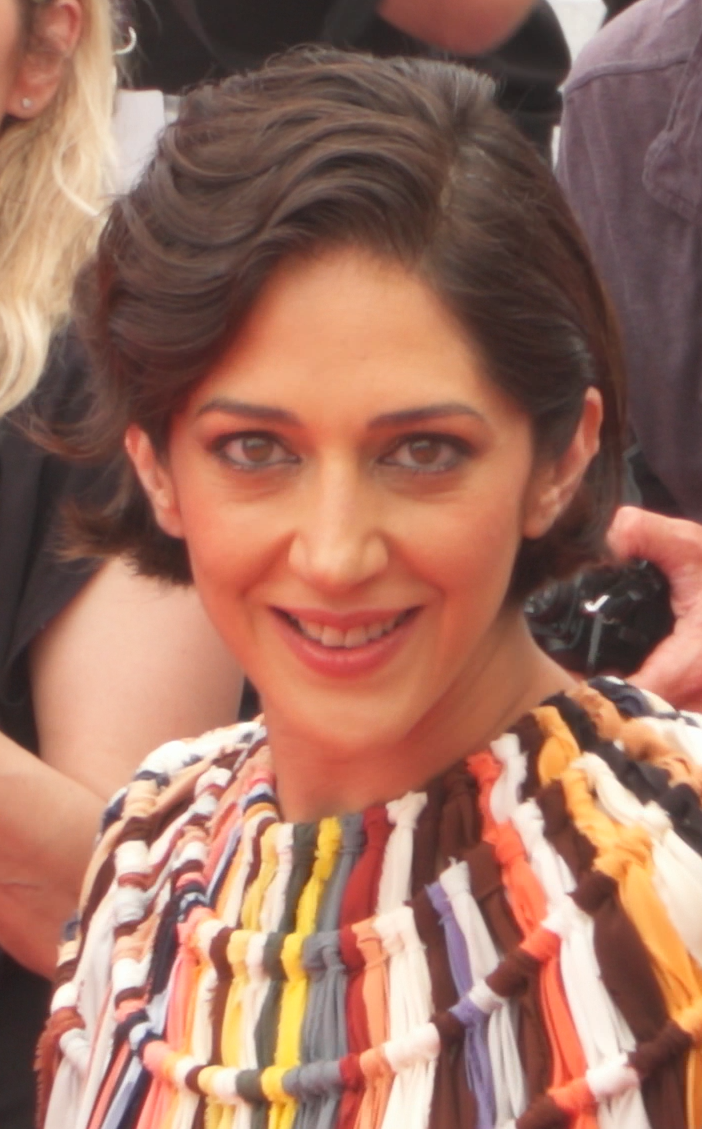
Zar Amir Ebrahimi (2022)

Zar Amir Ebrahimi (anhörenⓘ; * 9. Juli 1981 im Iran; persisch زهرا اميرابراهيمی; auch Zahra Amir Ebrahimi und Sahra Amir Ebrahimi) ist eine iranische Filmschauspielerin.

## Leben
Zar Amir Ebrahimi wuchs in Teheran auf und besuchte die dortige Schauspielschule. Nationale Bekanntheit erlangte sie 2006 durch eine Rolle in der Seifenoper Narges, die über das Internet auch in anderen Ländern Zuschauer hatte.
Im selben Jahr tauchte ein Sex-Video auf, das angeblich Ebrahimi mit ihrem Freund zeigte und schnell bekannt wurde. Aufgrund des Videos wurde eine offizielle Untersuchung gegen Ebrahimi und ihren Freund eingeleitet. Die Aufnahmen lösten einen sogenannten Sex-Video-Skandal aus, in dessen Folge Ebrahimi bestritt, die Frau in dem Video zu sein. Der Skandal beendete ihre Schauspielkarriere im Iran. Sie arbeitete stattdessen als Filmeditorin und Fotografin.
Da sie einen unfairen Prozess befürchtete, verließ Zar Amir Ebrahimi den Iran und emigrierte nach Frankreich. In ihrer Heimat wurde sie in Abwesenheit zu 99 Peitschenhieben und zehn Jahren Berufsverbot verurteilt. Aufgrund des Falles wurde ein Gesetz erlassen, welches die Produktion sexuell freizügiger Medien unter Todesstrafe stellte.
In Europa übte Ebrahimi zunächst unterschiedliche Jobs aus. Später wirkte sie in persischsprachigen BBC-Produktionen mit und arbeitete wieder als Schauspielerin.
Für ihre Hauptrolle der Journalistin Rahimi in dem Spielfilm-Thriller Holy Spider, der 2022 im Wettbewerb der Filmfestspiele von Cannes uraufgeführt wurde, erhielt Ebrahimi mehrere Auszeichnungen: In Cannes gewann sie den Preis für die Beste Darstellerin; es folgten Nominierungen für den Europäischen Filmpreis 2022 und den Deutschen Filmpreis 2023; zudem gewann sie auch den dänischen Filmpreis Robert als Beste Hauptdarstellerin. Dabei war Ebrahimi ursprünglich bei dieser Filmproduktion gar nicht als Darstellerin vorgesehen, sondern unterstützte als Casterin den Regisseur Ali Abbasi bei dessen langwierigen Vorbereitungen. Erst als zwei Wochen vor Drehbeginn die Hauptdarstellerin ausfiel, sprang Ebrahimi als Ersatz ein.
In dem 2023 erschienenen australischen Familiendrama Shayda übernahm Ebrahimi die Titelrolle. Außerdem hatte im Rahmen der Berlinale 2023 der Dokumentarfilm Mon pire ennemi – My worst Enemy von Mehran Tamadon Weltpremiere, in welchem die Exil-Iranerin Ebrahimi in einem ungewöhnlichen Rollenspiel die Rolle eines Agenten der Islamischen Republik übernimmt, der den Regisseur Tamadon verhört. Sie spielt dabei ihre eigenen traumatischen Erfahrungen aus Verhören im Iran nach – in umgekehrter Rollenaufteilung.
Ende Juni 2023 wurde Zar Amir Ebrahimi Mitglied der Academy of Motion Picture Arts and Sciences.

## Filmografie (Auswahl)
- 2000: Waiting (Entezar) – Spielfilm, Regie: Mohammad Nourizad
- 2004–06: As a Stranger (Gharibaneh) – TV-Serie, Regie: Alireza Kazemipour
- 2004–06: Help Me (Komakam Kon) – TV-Serie, Regie: Alireza Kazemipour
- 2006–07: Narges – TV-Serie, Regie: Siroos Moghaddam
- 2017: Teheran Tabu – Animationsfilm, Regie: Ali Soozandeh
- 2018: Bride Price vs. Democracy – Spielfilm, Regie: Reza Rahimi
- 2019: Ein Papa für alle (Damien veut changer le monde) – Kinospielfilm, Regie: Xavier de Choudens
- 2019: Morgen sind wir frei – Spielfilm, Regie: Hossein Pourseifi
- 2022: Holy Spider – Kinospielfilm, Regie: Ali Abbasi
- 2022: White Paradise (Les survivants) – Spielfilm, Regie: Guillaume Renusson
- 2023: Shayda – Kinospielfilm, Regie: Noora Niasari
- 2023: My worst Enemy (Mon pire ennemi) – Dokumentarfilm, Regie: Mehran Tamadon
- 2023: Tatami – Kinospielfilm, auch Regie mit Guy Nattiv
- 2024: The Vanishing
- 2024: Reading Lolita in Tehran
- 2025: Satisfaction

## Auszeichnungen (Auswahl)
- 2018: Internationales Filmfestival Nizza 2018: Auszeichnung als Beste Darstellerin für Bride Price vs. Democracy
- 2022: Internationale Filmfestspiele von Cannes: Auszeichnung als Beste Darstellerin für Holy Spider
- 2022: Europäischer Filmpreis: Nominierung als Beste Hauptdarstellerin für Holy Spider
- 2022: BBC 100 Women[7]
- 2023: Dänischer Filmpreis Robert: Auszeichnung als Beste Hauptdarstellerin für Holy Spider
- 2023: Deutscher Filmpreis: Nominierung als Beste Hauptdarstellerin für Holy Spider
- 2023: Tokyo International Film Festival: Auszeichnung als beste Schauspielerin für Tatami[8]